# Yu-Hsi Moltze Wang
Yu-Hsi Moltze Wang est  un zoologiste chinois, né le 17 juillet 1910 à Zhejiang et mort le 18 janvier 1968 à Singapour.
Sa famille s’installe assez tôt à Taïwan. Il fait ses études à Taipei puis obtient son Ph. D. à l’université d’État de l’Utah en 1951. Il travailla après à l’université de Taïwan, essentiellement sur les myriapodes.

## Source
- Bulletin du Centre international de myriapodologie (2005, n° 38).